# Герман Бальк
Герман Бальк (нім. Hermann Balck; нар. 7 грудня 1893, Данциг (нині Гданськ), Пруссія — пом. 29 листопада 1982, Асперг) — німецький воєначальник часів Третього Рейху, генерал танкових військ (1943) Вермахту. Кавалер Лицарського хреста з дубовим листям, мечами та діамантами.

## Біографія

### Ранні роки
Військова кар'єра
- 18 грудня 1913 — фенріх
- 20 вересня 1916 — лейтенант
- 1 травня 1924 — обер-лейтенант
- 1 лютого 1929 — ротмістр
- 1 червня 1935 — майор
- 23 січня 1938 — оберст-лейтенант
- 1 серпня 1940 — оберст
- 15 липня 1942 — генерал-майор
- 21 січня 1943 — генерал-лейтенант
- 12 листопада 1943 — генерал танкових військ

## Відео
- GENERAL DER PANZERTRUPPE HERMANN BALCK THE MAN WHO BEAT PATTON